# 裂谷湖
裂谷湖（英語：Rift lake），又稱斷層湖，是在裂谷帶內由於斷層運動而造成地塊沉降而形成的湖泊。裂谷帶是大陸地殼的伸展構造區域。是板塊裂谷中常見的地質構造。裂谷湖有的非常深。一般沿斷層邊緣以高大而陡峭懸崖為界。

## 實例
- 蘇必略湖（英語：Lake Superior），又稱上湖，位於加拿大和美國邊界
- 貝加爾湖（英語：Lake Baikal），位於西伯利亞
- 巴拉頓湖（英語：Lake Balaton）, 位於匈牙利
- 死海，位於以色列、巴勒斯坦和約旦的邊界，是一個沿死海轉換形成的拉開盆地。
- 額比湖（英語：Ebi Lake），位於中國與哈薩克斯坦邊境準噶爾関
- 埃爾西諾湖（英語：Lake Elsinore），位於南加州埃爾西諾海槽
- 哈扎爾湖（英語：Lake Hazar）, 位於土耳其
- 愛達荷湖（英語：Lake Idaho），位於愛達荷州的上新世裂谷湖
- 庫夫斯古爾湖（英語：Lake Khuvsgul）, 位於蒙古北部
- 利馬游湖（Limagne），位於法國的古近紀裂谷湖
- 洛克通湖（英語：Lake Lockatong），三疊紀裂谷湖，形成於紐瓦克盆地[1]
- 馬拉維湖（英語：Lake Malawi），東非大裂谷的一部分
- 奧卡迪亞盆地（英語：Orcadian Basin）裂谷湖，位於蘇格蘭北部形成於中泥盆紀[2]
- 東非裂谷湖泊
- 索爾頓海（英語：The Salton Sea）, 位於南加州
- 坦噶尼喀湖，阿爾伯丁裂谷的一部分
- 沃斯托克湖（英語：Lake Vostok）,位於南極洲，可能是在裂谷形成的[3]
- 平瓦拉瓦湖（Þingvallavatn），位於冰島